# Стас Подлипский
Стас Подлипский (род. 23 мая 1969, Одесса) — украинский художник-концептуалист, музыкант, композитор и поэт, одна из ключевых фигур одесского и московского андеграунда конца XX — начала XXI века. Основатель групп «Дети на травэ» и «Клуб Унылых Лиц», участник арт-группы «Фурманный переулок». Автор живописных работ, находящихся в музейных и частных коллекциях Украины и за рубежом. С конца 1980-х годов активно участвовал в выставках, дружил и сотрудничал с представителями андеграундной художественной сцены: Мартынчики, Перцы, Мухоморы, Игорь Гусев, Леонид Войцехов, Юрий Лейдерман, Александр Петрелли (Карман, галерея «Пальто»), Сергей Ануфриев и др.
Куратор акций творческого объединения «Арт-Рейдеры», сооснователь одесской группы ТОХ. Член Горкома художников-графиков Москвы с 1991 года. За карьеру создал более 1000 произведений. Работы находятся в постоянных экспозициях музеев постсоветского пространства и Европы, а также в частных собраниях по всему миру.
Известен среди поклонников под прозвищами: «Кумар одесской молодёжи», «Король подонков» и «Гамлет новой волны». Живёт и работает в Одессе.

## Биография
Родился 23 мая 1969 года в Одессе. Творческую деятельность начал в 1984 году с хэви-метал-группы «Самокат». Позже стал одним из основателей арт-рок-группы «Дети на травэ», в составе которой играли одесские художники-авангардисты, такие как Игорь Стёпин (Макс Фрай) и Александр Петрелли (Карман). Первоначально группа выступала на открытиях художественных выставок, но вскоре обрела широкую популярность в андеграундной среде.
В 1988 году коллектив стал лауреатом фестиваля «Поп-парад '88» и получил приглашение в Прагу, однако турне не состоялось из-за помещения Подлипского в ЛТП.
В 1990 году группа гастролировала по Баварии и сменила название на «Клуб Унылых Лиц». В том же году, по приглашению Петра Мамонова, Подлипский переехал в Москву, вступил в Горком художников-графиков и провёл свою первую персональную выставку. Был участником арт-группы «Фурманный переулок».
После закрытия сквота в 1991 году вернулся в Одессу, где записал цикл одесских песен, ставший наиболее известным в его творчестве. 
С 1994 по 1997 год вновь жил в Москве. В некоторых источниках ошибочно указывается, что после возвращения в Одессу он скончался. Как, например, в следующей цитате:
В феврале 1998 года Стас Подлипский умер после длительной и тяжелой болезни, и после его смерти группа прекратила свое существование.Русский рок. Малая энциклопедия.
На самом деле, после распада «К.У.Л.» и периода зависимости, Подлипский обратился к религии. В 2002—2007 годах был активным прихожанином харизматической протестантской церкви в Одессе. В 2006 году выступил во Дворце Моряков с новой группой «Jesus Christ Uber Alles». В 2007 году покинул церковь, создал семью, в 2008 году стал отцом во второй раз. В 2013 году ушёл из семьи и продолжил религиозное служение в Новосибирске с 2017 по 2018 год.
В последние годы дает уроки по вакалу и гитаре, в том числе онлайн, выступает на концертах.

## Музыкальная карьера
Группа «Дети на травэ» получила международное признание в андеграундной музыкальной среде и была упомянута Артемием Троицким в книге «Рок в Союзе: 60-е, 70-е, 80-е…» как одна из важнейших украинских рок-групп того времени, наряду с «Шо» и «Братьями Гадюкиными».
В 1992 году группа «Клуб Унылых Лиц» стала лауреатом фестиваля «Фестиваль надежд». В этом же году московская фирма звукозаписи «Таупродукт» выпустила альбом «Черная тишина». В 1993 году московский лейбл «Cats Magik» издал сборник «The Best of К.У.Л.». В 1994 году московская рок-лаборатория переиздала сразу три альбома группы: «Черная тишина», «Семнадцать» и «Блатные». В 1995 году «К.У.Л.» входят в лучшую десятку «Московского победного рок-парада 95». В этом же году выходит сборник «Московский победный рок-парад 95» с одной из песен группы «К.У.Л.»
Группа существовала одновременно в двух составах: московском и одесском. В московский состав входили экс-участники ростовской группы «Пекин Роу-Роу»: Георгий Панин, Николай Черемуха и Авдей Тер-Оганьян.
В 1996 году немецкая фирма «BASF» выпустила магнитный альбом «Одесские песни о новом», однако тираж был арестован на украинской таможне. В 1998 году альбом вышел в Одессе.
С 1998 года Подлипский также записывал альбомы в составе проекта «Mr.Skatkoff» с Юрием Жванецким.
Параллельно был записан, но так и не выпущен демо-альбом К.У.Л. «Тю Бля» (2000).
В 2017—2021 годах создал несколько альбомов в жанре христианского рока. В 2021 году собрал новый состав «Клуба Унылых Лиц» (Стас Подлипский, Денис Баль, Руслан Кудрявцев, Александр «Банча» Топилов / Олег «Сбивка» Резниченко) и возобновил концертную деятельность.
Одесские хиты Стаса Подлипского можно услышать на альбомах «Деньги Вперед», Феликса Шиндера,, Pushkin Klezmer Band, Леонида Азбеля, Polje, вошли в концертную программу Владимира Несси, TOPORKESTRA, Вечный Гандж и др. В 2021 году группа «Коммуна Люкс» сняла видеоклип на песню «Налетчик Душечка (Витька Шрам)» со Стасом Подлипским в главной роли.

## Художественная деятельность
Подлипский известен своими концептуальными работами: «Сталин бит», «Беда не приходит в одиночку» и другими. Его картины выставлялись в Москве, Одессе и находятся в частных коллекциях и музеях. В 2008 году прошла персональная выставка «Мертвая женщина» в галерее «Норма» (Одесса).

## Литературное отражение
Стас Подлипский воспет в прозаических эссе Сергея Ануфриева. Выступает одним из ключевых персонажей сборника рассказов Александра Топилова «Всё вот это вот» (2016).

## Дискография
Руки в брюки (Одесская рок-лаборатория Юрия Чеботаря, 1989)
Черная тишина (Mike Records (Одесская киностудия), 1992)
Блатные песни (Mike Records (Одесская киностудия),1993)
Семнадцать (Mike Records (Одесская киностудия), 1993)
The Best of К.У.Л. (1993)
Одесские синглы (сборник, Москва,1994)
Одесские песни о новом (Элти Рекордс, Одесса, 1998)
Mr.Skatkoff: Король подонков (Элти Рекордс, Одесса, 1998)
Mr.Skatkoff: Гагарин (Элти Рекордс, Одесса, 2000)
Тю Бля (демо, Одесса, 2000)
Корова Соня (сингл, 2009)
25-й Начало (студия «Назарет», Новосибирск, 2017)
Дарующий жизнь (студия «Назарет», Новосибирск, 2018)
Сила Воскресения (студия «Astopilot», Одесса, 2021)
Истории Любви (студия «Astopilot», Одесса, 2021)

## Личная жизнь
Был трижды женат, имеет двоих детей — Екатерину и Кирилла.

## Выставки

### Групповые выставки
- 1987 — Выставка в мастерской Леонида Войцехова, Одесса, Украина.
- 1988 — Выставка в мастерской Светланы Мартынчик, Одесса, Украина.
- 1990 — Выставка от галереи ТИРС[31]. Директор — Феликс Кохрикт, Одесса, Украина.
- 1990 — Выездная выставка одесских художников от галереи ТИРС, Мюнхен, Германия.
- 1990 — «За культурный отдых» (7.11—2.12), выставочный зал «На Каширке», Москва, Россия.
- 1990 — «Матери Буратино», выставка на Фурманном сквоте под кураторством Константина Звездочётова («Мухоморы»), Москва, Россия.
- 1991 — Выставка на Фурманном сквоте под кураторством Исидора Зильберштейна (Сеня Узенькие Глазки), Москва, Россия.[32]
- 1991 — Две выставки членов Горкома художников-графиков Москвы на Малой Грузинской, Москва, Россия.
- 1991 — Выставка одесских художников-концептуалистов, Париж, Франция.
- 2009 — «Сопротивление материалов», галерея «Норма» (24.01), Одесса, Украина.
- 2010 — «Свободы!», квартирная выставка, куратор Денис Мустафин, Балаклавский пр-т, 5, Москва, Россия.
- 2011 — «Я есть: сто автопортретов одесских художников», Музей Западного и Восточного искусства, куратор — Александр Дмитренко (07.10), Одесса, Украина.[33]
- 2012 — Групповая выставка в Музее современного искусства, Киев, Украина.
- 2013 — «Одесская школа. Традиции и актуальность», Мыстецкий Арсенал, организаторы: Мыстецкий Арсенал и DymchukArtPromotion (12.06-30.06), Киев, Украина.[20]
- 2013 — «Одесская современная живопись и графика», первая выставка галереи «Сады победы», куратор Роман Громов (22.11-15.12), Одесса, Украина.
- 2015 — Галерея NT-Art, Одесса, Украина.
- 2015 — «Enfant terrible. Одесский концептуализм», Национальный художественный музей Украины (12.06-20.09), Киев, Украина.[34]
- 2016 — «Синяя выставка» (01.10), ДК «Петлюра», Москва, Россия.
- 2017 — Выставка в Новосибирской национальной галерее, Новосибирск, Россия.
- 2018 — Выставка частной коллекции Евгения Деменка, МСИО, Одесса, Украина.
- 2018 — Выставка в Одесском художественном музее, Одесса, Украина.
- 2019 — «Цветной архив», коллекция Евгения Деменка, МСИО (29.06-04.08), Одесса, Украина.[35]

### Персональные выставки
- 2007 — Авторская выставка в ДК «Петлюра», Москва, Россия.
- 2008 — «Мёртвая женщина», галерея «Норма», куратор и автор проекта, Одесса, Украина.[36]
- 2009 — Весенняя выставка и сольный концерт в ДК «Петлюра», Москва, Россия.
- 2009 — Стенд галереи «Черёмушки» (куратор Кирилл Преображенский), в рамках ярмарки «Universam», издательство «Известия», Москва, Россия.
- 2010 — Галерея Евгения Деменка, Одесса, Украина.
- 2022 — «Факторы влечений», галерея «Окно» Дмитрия Дульфана, куратор Рита Катерпиллар, Одесса, Украина.

### Биеннале
- 2008 — Первая Одесская биеннале современного искусства (02.09), Одесса, Украина.
- 2009 — Московская биеннале современного искусства (25.09), Москва, Россия.
- 200? — Киевская биеннале современного искусства, Киев, Украина.
- 2010 — Вторая Одесская биеннале. Экспозиция «Зона жизни», кураторы: Станислав Жалобнюк, Дмитрий Банников, Одесса, Украина.[37]
- 2015 — Московская биеннале современного искусства, Москва, Россия.

## Аукционы
- 1998 — Отбор на аукцион Sotheby’s под кураторством Александра Ройтбурда.
- 2009 — Аукцион «Золотое сечение» № 9 (Contemporary Art), Киев, Украина (24.10).[38]
- 2010 — Аукцион «Золотое сечение» № 14 (Contemporary Art), Киев, Украина (27.11).[39]
- 2011 — Аукцион «Золотое сечение» № 17 (Contemporary Art), Киев, Украина (09.04).[40]
- 2012 — Аукцион «Золотое сечение» № 19 (Contemporary Art), Киев, Украина (29.10).
- 2016 — Аукцион Schuler Auktionen, Цюрих, Швейцария.[41]

## Коллекции
Работы художника находятся в собраниях:
- Национальный художественный музей Украины[42]
- Одесский художественный музей
- Музей современного искусства Одессы (МСИО)[43]
- Киевский музей современного искусства
- Галерея NT-Art, коллекция Анатолия Дымчука (Одесса)[44]
- Частная коллекция семьи Гриневых (Киев)
- Частная коллекция Сергея Борисова (Москва)
- Частная коллекция Евгения Деменка (Прага)
- Частная коллекция Александра Ройтбурда (Одесса / Киев)
- Частная коллекция Сергея Костина (Одесса)[45]
- Частная коллекция Филиппа Михайлова (Одесса)
- Частная коллекция Сергея Стоянова (Киев)
- Частная коллекция Юрия Лейдермана (Германия)[38]
- Частная коллекция Михаила Кнобеля (Киев)[46]
- Частная коллекция Станислава Силантьева (Киев)[42]

## Фильмография
- Бирмингемский орнамент (2011) — участие в фильме А. Сильвестрова и Ю. Лейдермана.[47]

- Не хочу умирать (2013) — главная роль в фильме Алисы Павловской.[48] Показан на 35-м Московском кинофестивале.